# Хрватска прагматична санкција
Хрватска прагматична санкција је акт Хрватског сабора од 11. марта 1712. године којим је регулисано питање наследства хрватског престола. 

## Одлуке
Светоримски и угарско-хрватски краљ Карло VI није имао мушког потомства па је желео осигурати престо за женске чланове своје династије. Хрватско-славонски сталежи, желећи да се ослободе угарског утицаја, излазе Карлу у сусрет. На сабору у Загребу одржаном 9. марта 1712. године одлучено је да ће се поверити оној лози аустријског рода која ће поседовати не само Аустрију већ и Корушку, Крањску и Штајерску. 
Тиме је Сабор пристао да хрватску круну може носити и женска лоза. Карло никада није потврдио Хрватску прагматичну санкцију из обзира према угарском племству које се противило женском владару Монархије, али ју је примио на знање са одобравањем и у посебном писму се захвалио Хрватима на пруженој подршци. 